# Kent Douglas
Kent Gemmell Douglas (né le 6 février 1936 à Cobalt, dans la province de l'Ontario, au Canada — mort le 12 avril 2009 à Wasaga Beach, dans la même province) est un joueur professionnel canadien de hockey sur glace qui évoluait au poste de défenseur.

## Biographie
Douglas commence sa carrière avec les Canucks de Kitchener dans la Ligue de hockey de l'Ontario. Il joue deux ans avec les Canucks avant de passer huit saisons dans la Ligue américaine de hockey et la Western Hockey League avec les Indians de Springfield, les Warriors de Winnipeg et les Canucks de Vancouver. À Springfield, Douglas entre sous la bienveillance d'Eddie Shore, alors propriétaire de l'équipe. Là, Douglas apprend le style de jeu défensif de Shore qui a permis aux Indians de remporter trois coupes Calder consécutives de 1960 à 1962.
En 1962, Douglas fait ses débuts dans la Ligue nationale de hockey avec les Maple Leafs de Toronto. En 70 matchs lors de sa saison recrue, il marque 22 points et cumule 105 minutes de pénalité. Les Maple Leafs battent les Red Wings de Détroit en cinq matchs en finale de la Coupe Stanley et Douglas gagne la Coupe Stanley pour sa première saison dans la LNH en plus d'être récompensé du Trophée Calder de recrue de l'année, devenant ainsi le premier défenseur à obtenir cette récompense. La saison suivante, Douglas partage son temps entre les Maple Leafs et les Americans de Rochester de la LAH ; il joue 41 matchs avec les Mapple Leafs, ne marquant qu'un seul point, et 27 matchs avec les Americans.
Après avoir été sélectionné à trois reprises pour le Match des étoiles de la LNH et joué trois saisons au cours desquelles les Maple Leafs remportent la coupe Stanley, Douglas est renvoyé dans les ligues mineures au cours de la saison 1966-1967. En 1967, Douglas est réclamé par les Seals de la Californie au cours du repêchage d'expansion de la LNH 1967. Douglas joue 40 matchs avec les Seals avant d'être échangé aux Red Wings de Détroit avec lesquels il joue le reste de la saison puis la saison 1968-1969 avant d'être renvoyé à nouveau dans la LAH chez les Americans de Rochester. Douglas joue dans la LAH les trois saisons suivantes et participe à la finale de la Coupe Calder avec les Clippers de Baltimore en 1971-1972. En 1972-1973, Douglas rejoint les Raiders de New York dans l'Association mondiale de hockey. Il joue une saison avec les Raiders avant de revenir dans les ligues mineures où il joue trois saisons de plus avant de prendre sa retraite.
Bien qu'ayant participé à trois victoires de la coupe Stanley de Toronto, le nom de Douglas n'est gravé qu'une seule fois sur la Coupe, en 1962-1963.
Il meurt d'un cancer en 2009 à l'âge de 73 ans.

## Statistiques
| Saison     | Équipe                 | Ligue      |     | Saison régulière | Saison régulière | Saison régulière | Saison régulière | Saison régulière |    | Séries éliminatoires | Séries éliminatoires | Séries éliminatoires | Séries éliminatoires | Séries éliminatoires |
| Saison     | Équipe                 | Ligue      | PJ  | B                | A                | Pts              | Pun              | PJ               | B  | A                    | Pts                  | Pun                  |                      |                      |
| 1954-1955  | Canucks de Kitchener   | LHO        | 21  | 2                | 5                | 7                | 104              | —                | —  | —                    | —                    | —                    |                      |                      |
| 1955-1956  | Canucks de Kitchener   | LHO        | 48  | 16               | 22               | 38               | 193              | 8                | 3  | 1                    | 4                    | 40                   |                      |                      |
| 1955-1956  | Indians de Springfield | LAH        | 3   | 1                | 0                | 1                | 4                | —                | —  | —                    | —                    | —                    |                      |                      |
| 1956-1957  | Mercurys d'Owen Sound  | OHA-Sr.    | 52  | 9                | 4                | 13               | 205              | —                | —  | —                    | —                    | —                    |                      |                      |
| 1957-1958  | Warriors de Winnipeg   | WHL        | 68  | 10               | 24               | 34               | 135              | 7                | 0  | 1                    | 1                    | 25                   |                      |                      |
| 1958-1959  | Canucks de Vancouver   | WHL        | 48  | 14               | 12               | 26               | 144              | —                | —  | —                    | —                    | —                    |                      |                      |
| 1958-1959  | Indians de Springfield | LAH        | 9   | 2                | 4                | 6                | 28               | —                | —  | —                    | —                    | —                    |                      |                      |
| 1959-1960  | Indians de Springfield | LAH        | 67  | 12               | 18               | 30               | 157              | 10               | 1  | 4                    | 5                    | 45                   |                      |                      |
| 1960-1961  | Indians de Springfield | LAH        | 65  | 8                | 28               | 36               | 138              | 8                | 1  | 1                    | 2                    | 14                   |                      |                      |
| 1961-1962  | Indians de Springfield | LAH        | 59  | 18               | 41               | 59               | 151              | 11               | 2  | 8                    | 10                   | 10                   |                      |                      |
| 1962-1963  | Maple Leafs de Toronto | LNH        | 70  | 7                | 15               | 22               | 105              | 10               | 1  | 1                    | 2                    | 0                    |                      |                      |
| 1963-1964  | Maple Leafs de Toronto | LNH        | 43  | 0                | 1                | 1                | 29               | —                | —  | —                    | —                    | —                    |                      |                      |
| 1963-1964  | Americans de Rochester | LAH        | 27  | 6                | 13               | 19               | 38               | 2                | 0  | 1                    | 1                    | 2                    |                      |                      |
| 1964-1965  | Maple Leafs de Toronto | LNH        | 67  | 5                | 23               | 28               | 129              | 5                | 0  | 1                    | 1                    | 29                   |                      |                      |
| 1965-1966  | Maple Leafs de Toronto | LNH        | 64  | 6                | 14               | 20               | 97               | 4                | 0  | 1                    | 1                    | 12                   |                      |                      |
| 1966-1967  | Maple Leafs de Toronto | LNH        | 39  | 2                | 12               | 14               | 48               | —                | —  | —                    | —                    | —                    |                      |                      |
| 1966-1967  | Americans de Rochester | LAH        | 11  | 7                | 9                | 16               | 6                | 10               | 3  | 3                    | 6                    | 6                    |                      |                      |
| 1966-1967  | Oilers de Tulsa        | CPHL       | 13  | 1                | 2                | 3                | 21               | —                | —  | —                    | —                    | —                    |                      |                      |
| 1967-1968  | Seals d'Oakland        | LNH        | 40  | 4                | 11               | 15               | 80               | —                | —  | —                    | —                    | —                    |                      |                      |
| 1967-1968  | Red Wings de Détroit   | LNH        | 36  | 7                | 10               | 17               | 46               | —                | —  | —                    | —                    | —                    |                      |                      |
| 1968-1969  | Red Wings de Détroit   | LNH        | 69  | 2                | 29               | 31               | 97               | —                | —  | —                    | —                    | —                    |                      |                      |
| 1969-1970  | Americans de Rochester | LAH        | 64  | 9                | 31               | 40               | 145              | —                | —  | —                    | —                    | —                    |                      |                      |
| 1970-1971  | Clippers de Baltimore  | LAH        | 71  | 9                | 36               | 45               | 72               | 6                | 1  | 3                    | 4                    | 16                   |                      |                      |
| 1971-1972  | Clippers de Baltimore  | LAH        | 75  | 6                | 31               | 37               | 180              | 18               | 0  | 4                    | 4                    | 26                   |                      |                      |
| 1972-1973  | Raiders de New York    | AMH        | 60  | 3                | 15               | 18               | 74               | —                | —  | —                    | —                    | —                    |                      |                      |
| 1972-1973  | Ducks de Long Island   | EHL        | 1   | 0                | 0                | 0                | 0                | —                | —  | —                    | —                    | —                    |                      |                      |
| 1973-1974  | Clippers de Baltimore  | LAH        | 71  | 7                | 46               | 53               | 176              | 9                | 2  | 4                    | 6                    | 34                   |                      |                      |
| 1974-1975  | Clippers de Baltimore  | LAH        | 37  | 5                | 19               | 24               | 67               | —                | —  | —                    | —                    | —                    |                      |                      |
| 1974-1975  | Goaldiggers de Toledo  | LIH        | 22  | 2                | 9                | 11               | 10               | 19               | 2  | 7                    | 9                    | 6                    |                      |                      |
| 1975-1976  | Clippers de Baltimore  | LAH        | 66  | 5                | 33               | 38               | 140              | —                | —  | —                    | —                    | —                    |                      |                      |
| Totaux LAH | Totaux LAH             | Totaux LAH | 625 | 95               | 309              | 404              | 1302             | 74               | 10 | 28                   | 38                   | 153                  |                      |                      |
| Totaux LNH | Totaux LNH             | Totaux LNH | 428 | 33               | 115              | 148              | 631              | 19               | 1  | 3                    | 4                    | 33                   |                      |                      |
| Totaux AMH | Totaux AMH             | Totaux AMH | 60  | 3                | 15               | 18               | 74               | —                | —  | —                    | —                    | —                    |                      |                      |